# Шелтон (Конектикат)
Шелтон (енгл. Shelton) град је у америчкој савезној држави Конектикат. По попису становништва из 2010. у њему је живело 39.559 становника.

## Демографија
Према попису становништва из 2010. у граду је живело 39.559 становника, што је 1.458 (3,8%) становника више него 2000. године.
| Група             | 2000.          | 2010.          |
| Белци             | 35.103 (92,1%) | 34.333 (86,8%) |
| Афроамериканци    | 428 (1,1%)     | 935 (2,4%)     |
| Азијати           | 791 (2,1%)     | 1.529 (3,9%)   |
| Хиспаноамериканци | 1.326 (3,5%)   | 2.353 (5,9%)   |
| Укупно            | 38.101         | 39.559         |